# Eigeltingen
Eigeltingen es un municipio alemán en la Hegovia en el distrito de Constanza, Baden-Wurtemberg. Desde la reforma municipal realizada en Baden-Wurtemberg en la década de los 70 del siglo XX, las aldeas antes independientes Heudorf de la Hegovia, Honstetten, Münchhof-Homberg, Reute de la Hegovia y Rorgenwies pertenecen a Eigeltingen.

## Puntos de interés
- Ayuntamiento, construido en 1726, casa con fachadas entramadas.[3]
- Castillo de la Hegovia, construido en 1543, ubicado en el centro de Eigeltingen.[4]
- Parque de atracciones Lochmühle, con molino Lochmühle construido en 1765.[5]